# ALPG 투어
WPGA 투어 오브 오스트랄라시아(영어: *WPGA Tour of Australasia*, 이전 명칭: *Australian Ladies Professional Golf Tour* 또는 *ALPG Tour*)는 오스트레일리아와 뉴질랜드 중심 오세아니아 지역에서 운영되는 여자 프로 골프 투어다. 이름의 ‘WPGA’는 *Women’s Professional Golfers’ Association*의 약자다:contentReference[oaicite:1]{index=1}.

## 역사
- 1972년, LPGA와 독립적으로 호주 여자 프로골퍼 협회가 설립됨:contentReference[oaicite:2]{index=2}.
- 1991년 투어 명칭이 *ALPG Tour*로 변경됨:contentReference[oaicite:3]{index=3}.
- 2021년 현재의 명칭으로 재개편됨:contentReference[oaicite:4]{index=4}.

## 투어 구성 및 특징
- 매년 11월부터 다음 해 3월까지, 주로 오스트레일리아 여름 시즌에 11~12개 대회 개최:contentReference[oaicite:5]{index=5}.
- 일부 대회는 Ladies European Tour와, 특히 **호주 여자 오픈**은 2012년부터 LPGA 투어와도 동시 주관됨:contentReference[oaicite:6]{index=6}.

## 주요 대회
- **호주 여자 오픈** – LET 및 LPGA 투어와 공동 주최
- **ANZ 레이디스 마스터스** – LET 공동 주최
- **뉴질랜드 여자 오픈** – LET와 공동
- **Australian WPGA Championship** – Sanctuary Cove에서 개최 (LET와 공동, 2025년 태풍으로 중단됨)

## 의의 및 영향
- 인디아자인, 한나 그린, 캐리 웹 등 세계적인 선수 다수를 배출함:contentReference[oaicite:7]{index=7}.
- 오세아니아 지역 여성 골프 발전의 핵심 플랫폼으로 자리 잡음.